# Ireneusz Kołodziejak
Ireneusz Kołodziejak – polski mistrz Aikido (7 dan).
Założyciel Lubelskiej Akademii Aikido (1990) z oddziałami w Białej Podlaskiej (1994), Chełmie (1995), Radzyniu Podlaskim (2002), Warszawie (2002) i Łęcznej. Współzałożyciel Polskiej Unii Aikido zrzeszającej aktualnie 14 klubów propagujących Aikido Kobayashi według przekazu Giampietro Savegnago. 
Absolwent Akademii Wychowania Fizycznego. Jest autorem programu szkolenia instruktorów (część specjalistyczna) Aikido zatwierdzonego przez MENiS. Od 2000 jest instruktorem wykładowcą szkolącym instruktorów rekreacji ruchowej ze specjalnością Aikido zgodnie z wymaganiami MENiS na potrzeby polskiego Aikido. 
W 2001 wraz z żoną Anitą wygrał Puchar Europy Form Pokazowych Par (zawody organizowane przez Ju Jitsu), który odbył się w miejscowości Cento we Włoszech. Brał udział w przygotowaniach scen walk do filmów Wiedźmin (w którym zagrał rolę wiedźmina) i Stara baśń. Kiedy słońce było bogiem.
Jest autorem cyklu artykułów Kurierowa szkoła samoobrony (Kurier Lubelski) oraz konsultantem programu telewizyjnego Sprawcy Motywy Ofiary (TVP3 Lublin). 
Od 1999 współpracuje z J. Bernashevice 8 Dan Chiryu Ju Jitsu i Matayoshi Kobudo u którego uczy się Iaidō i Kobudō. 
Współpracuje również z S. Rovigatim 8 Dan Goju Ryu Ju Jitsu oraz A. Garcia 8 Dan Hakkoden Shin Ryu Jujutsu. 
Prowadzi staże i obozy Aikido w Polsce (Rzeszów, Łańcut, Katowice) oraz na Białorusi (Brześć). Wychował i doprowadził do stopni mistrzowskich kilkanaście osób. 1 Dan otrzymał w 1994, 2 Dan w 1996, 3 Dan w 1998, 4 Dan w 2002. 5 dan aikido został mu przyznany przez Giampietro Savegnago, na stażu w Lublinie, w listopadzie 2006. Promocję na 6 dan aikido otrzymał 12 kwietnia 2014 r. Od 23 kwietnia 2022 r. jest posiadaczem 7 dan.